# Jugal Hansraj
Jugal Hansraj (26 luglio 1972) è un attore e regista indiano.
Ha debuttato giovanissimo a Bollywood nel 1983 nel film Masoom, con Naseeruddin Shah e Shabana Azmi.
La sua carriera da adulto è iniziata nel 1994 con Aa Gale Lag Jaa, con Urmila Matondkar.
Lo si ricorda per interpretazioni anche in ruoli di contorno in pellicole di successo, come Kabhi Khushi Kabhie Gham e Salaam Namaste.
È stato sceneggiatore e regista di Roadside Romeo, del 2008, che ha segnato il suo debutto dietro la macchina da presa.

## Filmografia parziale
- Masoom, regia di Shekhar Kapur (1983)
- Aa Gale Lag Jaa, regia di Hamid Ali Khan (1994)
- Mohabbatein, regia di Aditya Chopra (2000)
- Kabhi Khushi Kabhie Gham, regia di Karan Johar (2001)
- Salaam Namaste, regia di Siddharth Anand (2005)